# Sanitätsoffizieranwärter-Ausbildungsgeldverordnung
Die Verordnung über das Ausbildungsgeld für Sanitätsoffizier-Anwärterinnen und -Anwärter (Sanitätsoffizieranwärter-Ausbildungsgeldverordnung – SanOAAusbGV) regelt in Deutschland den Anspruch auf Ausbildungsgeld von Anwärtern für die Laufbahn der Offiziere des Sanitätsdienstes (Sanitätsoffizieranwärter), die unter Wegfall der Geld- und Sachbezüge zum Studium (Human-, Zahn-, Veterinärmedizin, Pharmazie) beurlaubt sind. 
Der Grundbetrag des Ausbildungsgeldes entspricht dem Grundgehalt und den Amtszulagen, die im Bundesbesoldungsgesetz für den jeweiligen Dienstgrad festgelegt sind. Familienzuschlag wird gewährt. Werden Abschnitte des Studiums in Teilzeit absolviert, wird das Ausbildungsgeld im gleichen Verhältnis wie die wöchentliche Ausbildungszeit gekürzt. Auf das Ausbildungsgeld angerechnet werden Geld- oder Sachleistungen, die ein Sanitätsoffizieranwärter von anderer Seite für eine in der Approbations- oder Bestallungsordnung vorgeschriebene Tätigkeit erhält.
Vorgänger war die „Verordnung über das Ausbildungsgeld für Sanitätsoffizier-Anwärter“ (SanOAAusbgV) vom 12. September 2000.

## Änderungen
Die Verordnung wurde zuletzt durch Artikel 10 des Bundeswehr-Einsatzbereitschaftsstärkungsgesetzes vom 4. August 2019 geändert. Bei den lediglich redaktionellen Änderungen wurde der Bindestrich in „Sanitätsoffizier-Anwärter“ eliminiert (weibliche Form entsprechend). 